# Bernard Gui

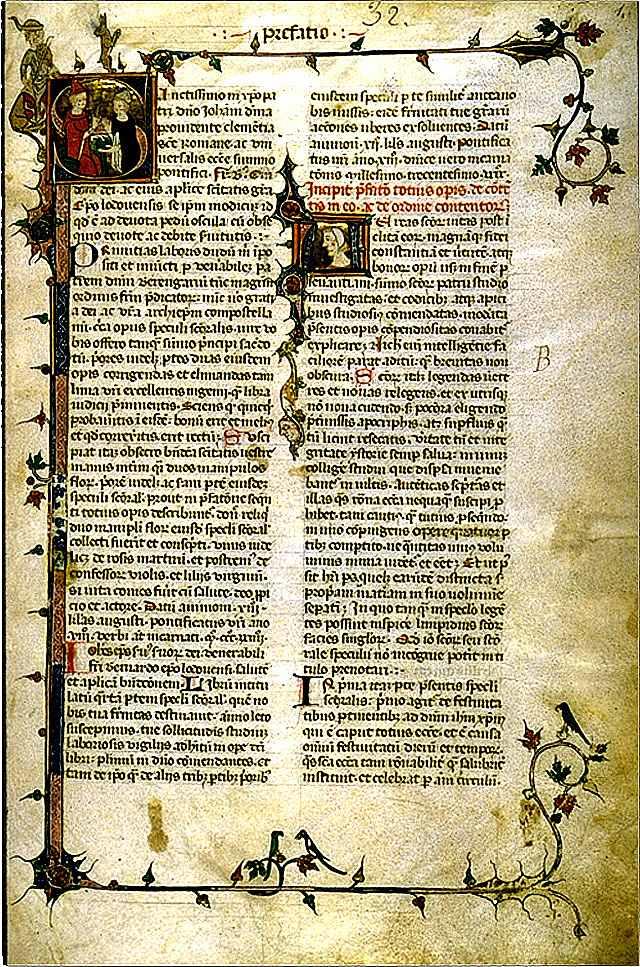
Uittreksel uit het werk van Bernard Gui waarin hij zijn oeuvre aanbiedt aan paus Johannes XXII.

Bernard Gui O.P., gelatiniseerd Bernardus Guidonis (Royères 1261/1262 – Lauroux, 30 december 1331) was een middeleeuws dominicaans inquisiteur, bisschop van Lodève en schrijver. Hij trad in in de orde van de dominicanen in 1279/1280, studeerde theologie aan de universiteiten van Limoges en Montpellier en doceerde dat vak in onder meer Albi en Limoges. In 1307 werd hij benoemd tot inquisiteur in Toulouse en hij bleef die functie uitoefenen tot 1323, waarna hij bisschop van Tuy werd en vanaf 1324 bisschop van Lodève. Hij was de auteur van onder meer de Fleurs des chroniques en van de Practica officii inquisitionis, een handboek voor de inquisiteur.

## Biografie
Bernard Gui werd geboren in 1261 of 1262 in een Occitaans gehucht nabij Limoges, maar het is niet bekend wie zijn ouders waren. Op zeventien- of achttienjarige leeftijd trad hij in bij de dominicanen in Limoges, waar hij zijn studies begon, om ze te vervolgen in onder meer Narbonne en Montpellier. Vanaf 1286 studeerde hij theologie in Limoges, Albi en Castres, tot hij in 1294 prior werd in Albi en daarna in Carcassonne (1297), Castres (1301) en Limoges (1305-1307). Op 16 januari 1307 werd hij benoemd tot inquisiteur in Toulouse, een rol die hij zou blijven bekleden tot in 1323. Als inquisiteur werd hij geconfronteerd met een groot aantal ketterse apostolische bewegingen die een armoede-ideaal voorstonden, zoals de katharen en de waldenzen. Tussen 1319 en 1321 strafte hij samen met zijn collega Jean de Beaune, grootinquisiteur van Carcassonne, de steden Albi en Cordes voor hun verzet tegen bisschop Bernard de Castanet van Albi en de Inquisitie. Hij lijkt evenwel geen fanatiek inquisiteur geweest te zijn en bekommerde zich meer om bekering dan om veroordeling.
Bernard Gui was niet alleen inquisiteur, maar ook een zeer actief auteur. Het was uit zijn werk als inquisiteur dat zijn beroemdste werk ontstond, de Practica officii inquisitionis, die een handleiding voor inquisiteurs bevatte en dat hij schreef tussen 1314 en 1316, net voor zijn verblijf aan het pauselijk hof in Avignon. Dit werk werd als verloren beschouwd tot het teruggevonden werd op het einde van de negentiende eeuw. Hij was echter veel actiever als historicus, met verschillende kronieken op zijn naam, zoals Chronique des rois de France en de Fleurs des chroniques, een universele kroniek vanaf de Schepping tot 1331, maar ook boeken over de geschiedenis van een aantal abdijen, zoals die van St. Augustijn in Limoges, en ook van de orde van de dominicanen zelf. Een aantal hagiografische werken zijn ook van zijn hand, onder meer over Thomas van Aquino.
Een belangrijk deel van zijn werken schreef hij na zijn ontslag als inquisiteur in 1323/1324, tijdens zijn episcopaat in Lodève, waar hij wordt beschreven als een krachtig bisschop en een verzamelaar van heiligenlevens. Hij overleed op 30 december 1331, waarschijnlijk 71 jaar oud.

## Bibliografie

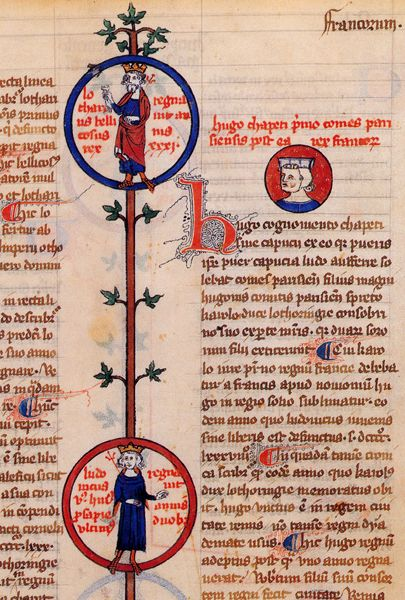
Blad uit de Arbor genealogiae regum Francorum waarop de consanguiniteit van de Franse koningen wordt uitgebeeld.

## Trivia
Bernard Gui speelt als inquisiteur een voorname rol in de roman De naam van de roos van Umberto Eco en diens verfilming.
- Bibsys: 90858250
- Biblioteca Nacional de España: XX889023
- Bibliothèque nationale de France: cb12187194d (data)
- Catàleg d'autoritats de noms i títols de Catalunya: 981058610106506706
- Gemeinsame Normdatei: 118851292
- International Standard Name Identifier: 0000 0001 2374 983X
- Library of Congress Control Number: n80150009
- Nationale Bibliotheek van Tsjechië: ola2008481207
- Nationale bibliotheek van Australië: 36010193
- Nationale Bibliotheek van Israël: 987007258679105171
- Nederlandse Thesaurus van Auteursnamen: 071852417
- Réseau des bibliothèques de Suisse occidentale: 02-A000018979
- Istituto Centrale per il Catalogo Unico: MILV107572
- LIBRIS: 250690
- SNAC: w6xm8m54
- Système universitaire de documentation: 03046238X
- Trove: 1183928
- Virtual International Authority File: 248944402
- WorldCat: E39PBJqbqYWK89fcjjpPgVVjYP